# Cara Black
Cara Black (Harare, 1979. február 17. –) korábbi páros világelső, ötszörös junior és tízszeres felnőtt Grand Slam-tornagyőztes, háromszoros év végi világbajnok, háromszoros olimpikon zimbabwei teniszezőnő.
1997-ben juniorként egyéniben és párosban is világelső volt. 1998-ban kezdte profi pályafutását, egyéniben egy, párosban 60 WTA-tornát nyert meg. Legjobb egyéni világranglista-helyezése egyéniben harmincegyedik volt, még párosban többször volt világelső, összesen 161 héten keresztül állt a világranglista élén. Eyéniben a legjobb világranglista helyezése a 31. hely, amelyet 1999. március 15-én ért el.
Juniorként két egyéni és három páros Grand Slam-tormát nyert meg. Felnőttként tízszeres Grand Slam-tornagyőztes. Öt alkalommal nyert Grand Slam-tornát női párosban, ebből hármat Wimbledonban, egyet az Australian Openen, és egyszer volt bajnok a US Openen. Vegyes párosban is ötszörös Grand Slam-tornagyőztes, és teljesítette a karrier Grand Slamet, mivel mind a négy tornán győzni tudott, Wimbledonban kétszer is.
Párosban kilenc alkalommal jutott az év végi világbajnokság döntőjébe, amelyből három alkalommal győztesként hagyta el a pályát (2007, 2008, 2014).
Zimbabwe képviseletében vett részt a Sydney-ben rendezett 2000.évi, a 2004-es athéni és a 2008-as pekingi olimpián. Zimbabwe Fed-kupa-csapatának tagjaként 13 alkalommal lépett pályára.

## Junior Grand Slam-döntői

### Egyéni: 3 (2–1)
| Eredmény | Év   | Bajnokság     | Borítás | Ellenfél a döntőben | Eredmény         |
| Döntős   | 1997 | Roland Garros | Salak   | Justine Henin       | 6–4, 4–6, 4–6    |
| Győztes  | 1997 | Wimbledon     | Fű      | Brie Ripnner        | 6–3, 7–5         |
| Győztes  | 1997 | US Open       | Kemény  | Kildine Chevalier   | 6–7(5), 6–1, 6–3 |

### Páros: 4 (3–1)
| Eredmény | Év   | Bajnokság     | Borítás | Partner           | Ellenfelek a döntőben             | Eredmény      |
| Győztes  | 1995 | Wimbledon     | Fű      | Aleksandra Olsza  | Trudi Musgrave Jodi Richardson    | 6–0, 7–6(5)   |
| Győztes  | 1997 | Roland Garros | Salak   | Irina Szeljutyina | Maja Matevžič Katarina Srebotnik  | 6–0, 5–7, 7–5 |
| Győztes  | 1997 | Wimbledon     | Fű      | Irina Szeljutyina | Maja Matevžič Katarina Srebotnik  | 3–6, 7–5, 6–3 |
| Döntős   | 1997 | US Open       | Kemény  | Irina Szeljutyina | Marissa Irvin Alexandra Stevenson | 2–6, 6–7      |

## Grand Slam-döntői

### Páros: 9 (5–4)
| Eredmény | Év   | Bajnokság       | Borítás | Partner          | Ellenfelek a döntőben                | Eredmény a döntőben |
| Döntős   | 2000 | US Open         | Kemény  | Jelena Lihovceva | Julie Halard-Decugis Szugijama Ai    | 0–6, 6–1, 1–6       |
| Győztes  | 2004 | Wimbledon       | Fű      | Rennae Stubbs    | Liezel Huber Szugijama Ai            | 6–3, 7–6(5)         |
| Döntős   | 2005 | Roland Garros   | Salak   | Liezel Huber     | Virginia Ruano Pascual Paola Suárez  | 6–4, 3–6, 3–6       |
| Győztes  | 2005 | Wimbledon       | Fű      | Liezel Huber     | Szvetlana Kuznyecova Amélie Mauresmo | 6–2, 6–1            |
| Győztes  | 2007 | Australian Open | Kemény  | Liezel Huber     | Csan Jung-zsan Csuang Csia-zsung     | 6–4, 6–7(4), 6–1    |
| Győztes  | 2007 | Wimbledon       | Fű      | Liezel Huber     | Katarina Srebotnik Szugijama Ai      | 3–6, 6–3, 6–2       |
| Győztes  | 2008 | US Open         | Kemény  | Liezel Huber     | Lisa Raymond Samantha Stosur         | 6–3, 7–6(8)         |
| Döntős   | 2009 | US Open         | Kemény  | Liezel Huber     | Serena Williams Venus Williams       | 2–6, 2–6            |
| Döntős   | 2010 | Australian Open | Kemény  | Liezel Huber     | Serena Williams Venus Williams       | 4–6, 3–6            |

### Vegyes páros: 8 (5–3)
| Eredmény | Év   | Bajnokság       | Borítás | Partner        | Ellenfelek a döntőben                  | Eredmény a döntőben |
| Győztes  | 2002 | Roland Garros   | Salak   | Wayne Black    | Jelena Bovina Mark Knowles             | 6–3, 6–3            |
| Döntős   | 2004 | Roland Garros   | Salak   | Wayne Black    | Tatiana Golovin Richard Gasquet        | 3–6, 4–6            |
| Győztes  | 2004 | Wimbledon       | Fű      | Wayne Black    | Alicia Molik Todd Woodbridge           | 3–6, 7–6(8), 6–4    |
| Győztes  | 2008 | US Open         | Kemény  | Lijendar Pedzs | Liezel Huber Jamie Murray              | 7–6(6), 6–4         |
| Döntős   | 2009 | Wimbledon       | Fű      | Lijendar Pedzs | Anna-Lena Grönefeld Mark Knowles       | 5–7, 3–6            |
| Döntős   | 2009 | US Open         | Kemény  | Lijendar Pedzs | Carly Gullickson Travis Parrot         | 2–6, 4–6            |
| Győztes  | 2010 | Australian Open | Kemény  | Lijendar Pedzs | Jekatyerina Makarova Jaroslav Levinský | 7–5, 6–3            |
| Győztes  | 2010 | Wimbledon       | Fű      | Lijendar Pedzs | Lisa Raymond Wesley Moodie             | 6–4, 7–6(5)         |

## Év végi világbajnokság döntői

### Páros: 9 (3–6)
| Eredmény | Év                 | Helyszín    | Borítás     | Partner          | Ellenfelek                                         | Eredmény            |
| -------- | ------------------ | ----------- | ----------- | ---------------- | -------------------------------------------------- | ------------------- |
| Döntős   | 2001. november 4.  | München     | Szőnyeg (f) | Jelena Lihovceva | Lisa Raymond Rennae Stubbs                         | 5–7, 6–3, 3–6       |
| Döntős   | 2002. november 11. | Los Angeles | Kemény (f)  | Jelena Lihovceva | Jelena Gyementyjeva Janette Husárová               | 6–4, 4–6, 3–6       |
| Döntős   | 2004. november 4.  | Los Angeles | Kemény (f)  | Rennae Stubbs    | Nagyja Petrova Meghann Shaughnessy                 | 7–5, 6–2            |
| Döntős   | 2005. november 13. | Los Angeles | Kemény (f)  | Rennae Stubbs    | Samantha Stosur Lisa Raymond                       | 6–7(5), 7–5, 6–4    |
| Döntős   | 2006. november 12. | Madrid      | Kemény (f)  | Rennae Stubbs    | Lisa Raymond Samantha Stosur                       | 3–6, 6–3, 6–3       |
| Győztes  | 2007. november 11. | Madrid      | Kemény (f)  | Liezel Huber     | Katarina Srebotnik Szugijama Ai                    | 5–7, 6–3, [10–8]    |
| Győztes  | 2008. november 9.  | Doha        | Kemény      | Liezel Huber     | Květa Peschke Rennae Stubbs                        | 6–1, 7–5            |
| Döntős   | 2009. november 1.  | Doha        | Kemény      | Liezel Huber     | Nuria Llagostera Vives María José Martínez Sánchez | 7–6(0), 5–7, [10–7] |
| Győztes  | 2014. október 26.  | Singapore   | Kemény (f)  | Szánija Mirza    | Peng Suaj Hszie Su-vej                             | 6–1, 6–0            |

## Eredményei Grand Slam-tornákon

### Egyéni
| Grand Slam | Australian Open | Australian Open    | Roland Garros  | Roland Garros      | Wimbledon | Wimbledon         | US Open        | US Open          |
| Év         | Eredmény        | Utolsó ellenfél    | Eredmény       | Utolsó ellenfél    | Eredmény  | Utolsó ellenfél   | Eredmény       | Utolsó ellenfél  |
| 1998       | –               | –                  | 2. kör         | J Lihovceva        | 3. kör    | T Tanasugarn      | 2. kör         | Mary Pierce      |
| 1999       | 1. kör          | Cătălina Cristea   | 1. kör         | Conchita Martínez  | 1. kör    | Sylvia Plischke   | 1. kör         | J Halard-Decugis |
| 2000       | 2. kör          | Nagyja Petrova     | 2. kör         | Conchita Martínez  | 2. kör    | Nathalie Dechy    | 1. kör         | Nathalie Dechy   |
| 2001       | 2. kör          | N Llagostera Vives | 4. kör         | F Schiavone        | 1. kör    | T Tanasugarn      | 1. kör         | Nathalie Tauziat |
| 2002       | 2. kör          | Szeles Mónika      | 1. kör         | Daniela Hantuchová | 1. kör    | Barbara Schett    | 2. kör         | Justine Henin    |
| 2003       | 1. kör          | Denisa Chládková   | 2. kör         | Chanda Rubin       | 3. kör    | Lindsay Davenport | 1. kör         | Mandula Petra    |
| 2004       | 2. kör          | Eléni Danjilídu    | 1. kör         | K Srebotnik        | 1. kör    | Jill Craybas      | 2. kör         | Nathalie Dechy   |
| 2005       | Selejtező (Q1)  | Selejtező (Q1)     | Selejtező (Q1) | Selejtező (Q1)     | 3. kör    | Nagyja Petrova    | Selejtező (Q1) | Selejtező (Q1)   |
| 2006       | 1. kör          | Flavia Pennetta    | –              | –                  | 1. kör    | A Miszkina        | –              | –                |

### Páros
| Grand Slam | Australian Open                 | Australian Open                  | Roland Garros               | Roland Garros                       | Wimbledon                 | Wimbledon                       | US Open                      | US Open                         |
| Év         | Eredmény Partner                | Utolsó ellenfél                  | Eredmény Partner            | Utolsó ellenfél                     | Eredmény Partner          | Utolsó ellenfél                 | Eredmény Partner             | Utolsó ellenfél                 |
| 1998       | −                               | −                                | −                           | −                                   | 1. kör I Szeljutyina      | Yayuk Basuki Caroline Vis       | 1. kör I Szeljutyina         | Florencia Labat D van Roost     |
| 1999       | 1. kör I Szeljutyina            | Nicole Arendt Manon Bollegraf    | 1. kör I Szeljutyina        | Conchita Martínez Patricia Tarabini | 2. kör I Szeljutyina      | Florencia Labat D van Roost     | 1. kör I Szeljutyina         | K-A Guse Kristine Kunce         |
| 2000       | 1. kör I Szeljutyina            | Sabine Appelmans Rita Grande     | 2. kör I Szeljutyina        | Nicole Arendt Manon Bollegraf       | 1. kör I Szeljutyina      | Serena Williams Venus Williams  | Döntő Jelena Lihovceva       | J Halard-Decugis Szugijama Ai   |
| 2001       | 2. kör Jelena Lihovceva         | Rachel McQuillan Lisa McShea     | 3. kör Jelena Lihovceva     | Jelena Dokić Conchita Martínez      | 2. kör Jelena Lihovceva   | Rachel McQuillan Lisa McShea    | Elődöntő Jelena Lihovceva    | Lisa Raymond Rennae Stubbs      |
| 2002       | 1. kör Jelena Lihovceva         | Kim Grant Abigail Spears         | 3. kör Jelena Lihovceva     | Fudzsivara Rika Szugijama Ai        | Elődöntő Jelena Lihovceva | V Ruano Pascual Paola Suárez    | Elődöntő Jelena Lihovceva    | J Gyementyjeva Janette Husárová |
| 2003       | 3. kör Jelena Lihovceva         | Mary Pierce Rennae Stubbs        | Elődöntő Jelena Lihovceva   | Kim Clijsters Szugijama Ai          | 3. kör Jelena Lihovceva   | Mandula Petra Patricia Wartusch | Elődöntő Jelena Lihovceva    | V Ruano Pascual Paola Suárez    |
| 2004       | 1. kör Rennae Stubbs            | Jen Ce Cseng Csie                | 3. kör Rennae Stubbs        | Sandrine Testud Roberta Vinci       | Győztes Rennae Stubbs     | Liezel Huber Szugijama Ai       | 3. kör Rennae Stubbs         | J Gyementyjeva Szugijama Ai     |
| 2005       | 2. kör Liezel Huber             | Eva Birnerová Andreea Vanc       | Döntő Liezel Huber          | V Ruano Pascual Paola Suárez        | Győztes Liezel Huber      | Sz Kuznyecova Amélie Mauresmo   | Negyeddöntő Rennae Stubbs    | Lisa Raymond Samantha Stosur    |
| 2006       | Negyeddöntő Rennae Stubbs       | Shinobu Asagoe K Srebotnik       | Negyeddöntő Rennae Stubbs   | Daniela Hantuchová Szugijama Ai     | Elődöntő Rennae Stubbs    | Jen Ce Cseng Csie               | Negyeddöntő Rennae Stubbs    | Gyinara Szafina K Srebotnik     |
| 2007       | Győztes Liezel Huber            | Csan Jung-zsan Csuang Csia-zsung | Elődöntő Liezel Huber       | Alicia Molik Mara Santangelo        | Győztes Liezel Huber      | K Srebotnik Szugijama Ai        | 2. kör Liezel Huber          | ME Camerin Gisela Dulko         |
| 2008       | Negyeddöntő Liezel Huber        | K Bondarenko A Bondarenko        | Elődöntő Liezel Huber       | A Medina Garrigues V Ruano Pascual  | Elődöntő Liezel Huber     | Lisa Raymond Samantha Stosur    | Győztes Liezel Huber         | Lisa Raymond Samantha Stosur    |
| 2009       | Negyeddöntő Liezel Huber        | Daniela Hantuchová Szugijama Ai  | Elődöntő Liezel Huber       | A Medina Garrigues V Ruano Pascual  | Elődöntő Liezel Huber     | Serena Williams Venus Williams  | Döntő Liezel Huber           | Serena Williams Venus Williams  |
| 2010       | Döntő Liezel Huber              | Serena Williams Venus Williams   | 3. kör J Vesznyina          | Květa Peschke K Srebotnik           | 3. kör Daniela Hantuchová | Lisa Raymond Rennae Stubbs      | Elődöntő Anastasia Rodionova | Vania King J Svedova            |
| 2011       | Negyeddöntő Anastasia Rodionova | Liezel Huber Nagyja Petrova      | −                           | −                                   | 3. kör Sahar Peér         | Květa Peschke K Srebotnik       | −                            | −                               |
| 2012       | −                               | −                                | −                           | −                                   | −                         | −                               | −                            | −                               |
| 2013       | 3. kör Anastasia Rodionova      | N Llagostera Vives Cseng Csie    | Negyeddöntő Marina Eraković | Andrea Hlaváčková Lucie Hradecká    | 2. kör Marina Eraković    | Eugenie Bouchard Petra Martić   | 3. kör Marina Eraković       | J Makarova J Vesznyina          |
| 2014       | Negyeddöntő Szánija Mirza       | Sara Errani Roberta Vinci        | Negyeddöntő Szánija Mirza   | Hszie Su-vej Peng Suaj              | 2. kör Szánija Mirza      | A Pavljucsenkova Lucie Šafářová | Elődöntő Szánija Mirza       | Martina Hingis Flavia Pennetta  |
| 2015       | 1. kör Cseng Szaj-szaj          | Eugenie Bouchard Alicja Rosolska | −                           | −                                   | Negyeddöntő Lisa Raymond  | J Makarova J Vesznyina          | −                            | −                               |

## Év végi világranglista-helyezései
| Év     | 1994 | 1995 | 1996 | 1997 | 1998 | 1999 | 2000 | 2001 | 2002 | 2003 | 2004 | 2005 | 2006 | 2007 | 2008 | 2009 | 2010 | 2011 | 2012 | 2013 | 2014 | 2015 |
| Egyéni | 727. | 489. | 334. | 189. | 44.  | 51.  | 43.  | 57.  | 56.  | 52.  | 134. | 174. | 284. | –    | 660. | –    | –    | –    | –    | –    | –    | –    |
| Páros  | –    | 463. | 306. | 159. | 78.  | 30.  | 13.  | 3.   | 9.   | 9.   | 3.   | 1.   | 5.   | 1.   | 1.   | 1.   | 13.  | 77.  | 624. | 13.  | 4.   | 109. |